# Asienspiele 2010/Cricket
Bei den Asienspielen 2010 in der chinesischen Metropole Guangzhou wurde ein Wettbewerb im Cricket ausgetragen.
Cricket war 2010 das erste Mal Bestandteil der Asienspiele. Das Turnier mit neun Nationalteams fand vom 21. bis zum 26. November statt. Die Spiele wurden im Twenty20-Format ausgetragen.
Aufgrund von internationalen Spielserien nahmen die Nationalmannschaften von Bangladesch, Pakistan und Sri Lanka nur mit zweitklassigen Teams teil, während Indien gar nicht erst daran teilnahm. Trotzdem waren Bangladesch, Pakistan, Sri Lanka und Afghanistan automatisch für das Viertelfinale qualifiziert.

## Teilnehmer
- Afghanistan
- Bangladesch
- China
- Hongkong
- Malaysia
- Malediven
- Nepal
- Pakistan
- Sri Lanka

## Vorrunde

### Gruppe C
Tabelle
| Gruppe C            | Sp. | S | N | U | NR | P | RR     |
| ------------------- | --- | - | - | - | -- | - | ------ |
| Malaysia            | 1   | 1 | 0 | 0 | 0  | 2 | +4.450 |
| Volksrepublik China | 1   | 0 | 1 | 0 | 0  | 0 | −4.450 |

| 21. November Scorecard | Guangzhou | Malaysia 162-8 (20)          | – | Volksrepublik China 73-8 (20) |
|                        |           | Malaysia gewinnt mit 89 Runs |   |                               |

### Gruppe D
Tabelle
| Gruppe D  | Sp. | S | N | U | NR | P | RR     |
| --------- | --- | - | - | - | -- | - | ------ |
| Hongkong  | 2   | 2 | 0 | 0 | 0  | 4 | +1.500 |
| Nepal     | 2   | 1 | 1 | 0 | 0  | 2 | +1.125 |
| Malediven | 2   | 0 | 2 | 0 | 0  | 0 | −3.750 |

| 21. November Scorecard | Guangzhou | Hongkong 115-7 (20)          | – | Nepal 85-9 (20) |
|                        |           | Hongkong gewinnt mit 30 Runs |   |                 |

| 22. November Scorecard | Guangzhou | Nepal 129-9 (20)          | – | Malediven 54-8 (20) |
|                        |           | Nepal gewinnt mit 75 Runs |   |                     |

| 23. November Scorecard | Guangzhou | Malediven 84-9 (20)            | – | Hongkong 88-3 (14.1) |
|                        |           | Hongkong gewinnt mit 7 Wickets |   |                      |

## Finalrunde

### Viertelfinale
| 22. November Scorecard | Guangzhou | Pakistan 183-1 (20)           | – | Volksrepublik China 55-9 (20) |
|                        |           | Pakistan gewinnt mit 128 Runs |   |                               |

| 23. November Scorecard | Guangzhou | Bangladesch 150-7 (20)          | – | Malaysia 80 (19.4) |
|                        |           | Bangladesch gewinnt mit 70 Runs |   |                    |

| 24. November Scorecard | Guangzhou | Hongkong 63 (17.4)                | – | Afghanistan 66-2 (13.2) |
|                        |           | Afghanistan gewinnt mit 8 Wickets |   |                         |

| 24. November Scorecard | Guangzhou | Nepal 72 (19.4)                 | – | Sri Lanka 73-8 (18.5) |
|                        |           | Sri Lanka gewinnt mit 2 Wickets |   |                       |

### Halbfinale
| 25. November Scorecard | Guangzhou | Afghanistan 125-8 (20)          | – | Pakistan 103-7 (20) |
|                        |           | Afghanistan gewinnt mit 22 Runs |   |                     |

| 25. November Scorecard | Guangzhou | Sri Lanka 101 (20)                | – | Bangladesch 102-5 (15.2) |
|                        |           | Bangladesch gewinnt mit 5 Wickets |   |                          |

### Spiel um Platz 3
| 26. November Scorecard | Guangzhou | Sri Lanka 135 (19.5)           | – | Pakistan 141-4 (18) |
|                        |           | Pakistan gewinnt mit 6 Wickets |   |                     |

### Finale
| 26. November Scorecard | Guangzhou | Afghanistan 118-8 (20)            | – | Bangladesch 119-5 (19.3) |
|                        |           | Bangladesch gewinnt mit 5 Wickets |   |                          |

## Medaillengewinner
| Platz | Land        | Spieler |
| ----- | ----------- | --- |
| 1     | Bangladesch | Mohammad Ashraful, Shamsur Rahman, Naeem Islam, Faisal Hossain, Shahadat Hossain, Mahbubul Alam, Nazmul Hossain, Mohammed Nazimuddin, Suhrawadi Shuvo, Dolar Mahmud, Mithun Ali, Nasir Hossain, Rony Talukdar, Shuvagata Hom, Sabbir Rahman |
| 2     | Afghanistan | Gulbudeen Naib, Mohammad Shahzad, Mohammad Sami Agha, Mohammad Nabi, Karim Sadiq, Shafiqullah Shafiq, Mirwais Ashraf, Shabir Noori, Shapoor Zadran, Asghar Stanikzai, Samiullah Shenwari, Nawroz Mangal, Hameed Hassan, Aftab Alam          |
| 3     | Pakistan    | Khalid Latif, Azeem Ghumman, Naeemuddin Qazi, Mohammad Irshad, Lal Kumar, Sheharyar Ghani, Aizaz Cheema, Sarmad Bhatti, Naeem Anjum, Raza Hasan, Usman Qadir, Bhilawal Bhatti, Akbar-ur-Rehman, Sharjeel Khan, Jalat Khan                   |